# Bóng chuyền tại Đại hội Thể thao Đông Nam Á 2001
Bóng chuyền tại Đại hội Thể thao Đông Nam Á năm 2001 được tổ chức từ ngày 9 đến 16 tháng 9 năm 2001 tại Nhà thi đấu cầu lông Kuala Lumpur, Malaysia. Chương trình thi đấu bao gồm nội dung bóng chuyền trong nhàdành cho đội tuyển nam và nữ, thi đấu theo thể thức vòng tròn và loại trực tiếp.
Đoàn thể thao Thái Lan đã giành chức vô địch cả nội dung bóng chuyền nam và nữ.

## Tóm tắt kết quả
| Nội dung | Vàng           | Bạc            | Đồng              |
| -------- | -------------- | -------------- | ----------------- |
| Nam      | Thái Lan (THA) | Malaysia (MAS) | Myanmar (MYA)     |
| Nữ       | Thái Lan (THA) | Việt Nam (VIE) | Philippines (PHI) |

## Giải đấu nam
- Tất cả các trận đấu đều theo giờ tiêu chuẩn Malaysia (UTC+08:00)

### Vòng sơ loại
| VT | Đội         | Tr | T | B | Đ | ST | SB | TSS | ĐST | ĐSB | TSĐS |
| -- | ----------- | -- | - | - | - | -- | -- | --- | --- | --- | ---- |
| 1  | Thái Lan    | 0  | 0 | 0 | 0 | 0  | 0  | —   | 0   | 0   | —    |
| 2  | Malaysia    | 0  | 0 | 0 | 0 | 0  | 0  | —   | 0   | 0   | —    |
| 3  | Myanmar     | 0  | 0 | 0 | 0 | 0  | 0  | —   | 0   | 0   | —    |
| 4  | Indonesia   | 0  | 0 | 0 | 0 | 0  | 0  | —   | 0   | 0   | —    |
| ?  | Việt Nam    | 0  | 0 | 0 | 0 | 0  | 0  | —   | 0   | 0   | —    |
| ?  | Philippines | 0  | 0 | 0 | 0 | 0  | 0  | —   | 0   | 0   | —    |

| Ngày       | Thời gian |             | Điểm |             | Set 1 | Set 2 | Set 3 | Set 4 | Set 5 | Tổng    | Nguồn |
| ---------- | --------- | ----------- | ---- | ----------- | ----- | ----- | ----- | ----- | ----- | ------- | ----- |
| 09 tháng 9 | 16:00     | Việt Nam    | 1–3  | Thái Lan    | 15–25 | 25–21 | 19–25 | 15–25 |       | 74–96   |       |
| 09 tháng 9 | 18:00     | Indonesia   | –    | Philippines | –     | –     | –     |       |       | 0–0     |       |
| 09 tháng 9 | 20:00     | Myanmar     | 1–3  | Malaysia    | 25–23 | 20–25 | 24–26 | 27–29 |       | 96–103  |       |
| 10 tháng 9 | 16:00     | Thái Lan    | 3–2  | Myanmar     | 19–25 | 25–15 | 25–22 | 18–25 | 17–15 | 104–102 |       |
| 10 tháng 9 | 18:00     | Philippines | –    | Việt Nam    | –     | –     | –     |       |       | 0–0     |       |
| 10 tháng 9 | 20:00     | Malaysia    | 3–2  | Indonesia   | 25–21 | 24–26 | 25–22 | 24–26 | 15–13 | 113–108 |       |
| 11 tháng 9 | 16:00     | Indonesia   | 0–3  | Việt Nam    | 21–25 | 25–27 | 22–25 |       |       | 68–77   |       |
| 11 tháng 9 | 18:00     | Malaysia    | –    | Thái Lan    | –     | –     | –     |       |       | 0–0     |       |
| 11 tháng 9 | 20:00     | Myanmar     | –    | Philippines | –     | –     | –     |       |       | 0–0     |       |
| 12 tháng 9 | 16:00     | Thái Lan    | 3–0  | Indonesia   | 25–18 | 25–20 | 25–19 |       |       | 75–57   |       |
| 12 tháng 9 | 18:00     | Philippines | –    | Malaysia    | –     | –     | –     |       |       | 0–0     |       |
| 12 tháng 9 | 20:00     | Myanmar     | 3–0  | Việt Nam    | 25–17 | 25–23 | 25–18 |       |       | 75–58   |       |
| 13 tháng 9 | 16:00     | Philippines | –    | Thái Lan    | –     | –     | –     |       |       | 0–0     |       |
| 13 tháng 9 | 18:00     | Myanmar     | –    | Indonesia   | –     | –     | –     |       |       | 0–0     |       |
| 13 tháng 9 | 20:00     | Malaysia    | 3–0  | Việt Nam    | 25–20 | 25–19 | 25–20 |       |       | 75–59   |       |

### Vòng loại trực tiếp

#### Bán kết
| 15 tháng 9 năm 2001 | Thái Lan | 3–? | Indonesia | Kuala Lumpur Badminton Stadium |
| 15 tháng 9 năm 2001 |          |     |           | Kuala Lumpur Badminton Stadium |

| 15 tháng 9 năm 2001 | Malaysia | 3–? | Myanmar | Kuala Lumpur Badminton Stadium |
| 15 tháng 9 năm 2001 |          |     |         | Kuala Lumpur Badminton Stadium |

#### Tranh huy chương đồng
| 16 tháng 9 năm 2001 13:00 UTC+8 | Myanmar | 3–0 | Indonesia | Kuala Lumpur Badminton Stadium |
| 16 tháng 9 năm 2001 13:00 UTC+8 |         |     |           | Kuala Lumpur Badminton Stadium |

#### Chung kết
| 16 tháng 9 năm 2001 19:00 UTC+8 | Thái Lan              | 3–0 | Malaysia | Kuala Lumpur Badminton Stadium |
| 16 tháng 9 năm 2001 19:00 UTC+8 | (25–20, 25–17, 25–14) |     |          | Kuala Lumpur Badminton Stadium |

### Xếp hạng chung cuộc
| Hạng | Đội tuyển   |
| ---- | ----------- |
| 1    | Thái Lan    |
| 2    | Malaysia    |
| 3    | Myanmar     |
| 4    | Indonesia   |
| ?    | Việt Nam    |
| ?    | Philippines |

## Giải đấu nữ
- Tất cả các trận đấu đều theo giờ tiêu chuẩn Malaysia (UTC+08:00)

|  | Lọt vào nhóm thi đấu tranh hạng 1 đến 4 |
|  | Lọt vào nhóm thi đấu tranh hạng 5       |

### Vòng sơ loại

#### Bảng A
| VT | Đội         | Tr | T | B | Đ | ST | SB | TSS   | ĐST | ĐSB | TSĐS  |
| -- | ----------- | -- | - | - | - | -- | -- | ----- | --- | --- | ----- |
| 1  | Philippines | 2  | 2 | 0 | 4 | 6  | 3  | 2,000 | 199 | 195 | 1,021 |
| 2  | Indonesia   | 2  | 1 | 1 | 3 | 5  | 5  | 1,000 | 214 | 208 | 1,029 |
| 3  | Malaysia    | 2  | 0 | 2 | 2 | 3  | 6  | 0,500 | 196 | 206 | 0,951 |

| Ngày       | Thời gian |             | Điểm |             | Set 1 | Set 2 | Set 3 | Set 4 | Set 5 | Tổng    | Nguồn |
| ---------- | --------- | ----------- | ---- | ----------- | ----- | ----- | ----- | ----- | ----- | ------- | ----- |
| 09 tháng 9 | 09:00     | Indonesia   | 2–3  | Philippines | 19–25 | 25–22 | 25–11 | 24–26 | 14–16 | 107–100 |       |
| 11 tháng 9 | 13:00     | Philippines | 3–1  | Malaysia    | 25–14 | 21–25 | 28–26 | 25–23 |       | 99–88   |       |
| 13 tháng 9 | 13:00     | Malaysia    | 2–3  | Indonesia   | 26–28 | 23–25 | 25–21 | 25–18 | 9–15  | 108–107 |       |

#### Bảng B
| VT | Đội       | Tr | T | B | Đ | ST | SB | TSS | ĐST | ĐSB | TSĐS |
| -- | --------- | -- | - | - | - | -- | -- | --- | --- | --- | ---- |
| 1  | Thái Lan  | 0  | 0 | 0 | 0 | 0  | 0  | —   | 0   | 0   | —    |
| 2  | Việt Nam  | 0  | 0 | 0 | 0 | 0  | 0  | —   | 0   | 0   | —    |
| 3  | Singapore | 0  | 0 | 0 | 0 | 0  | 0  | —   | 0   | 0   | —    |
| 4  | Myanmar   | 0  | 0 | 0 | 0 | 0  | 0  | —   | 0   | 0   | —    |

| Ngày       | Thời gian |           | Điểm |           | Set 1 | Set 2 | Set 3 | Set 4 | Set 5 | Tổng  | Nguồn |
| ---------- | --------- | --------- | ---- | --------- | ----- | ----- | ----- | ----- | ----- | ----- | ----- |
| 09 tháng 9 | 11:00     | Thái Lan  | 3–0  | Singapore | 25–6  | 25–14 | 25–8  |       |       | 75–28 |       |
| 09 tháng 9 | 13:00     | Myanmar   | –    | Việt Nam  | –     | –     | –     |       |       | 0–0   |       |
| 11 tháng 9 | 09:00     | Myanmar   | –    | Singapore | –     | –     | –     |       |       | 0–0   |       |
| 11 tháng 9 | 11:00     | Việt Nam  | 0–3  | Thái Lan  | 12–25 | 17–25 | 16–25 |       |       | 45–75 |       |
| 13 tháng 9 | 09:00     | Thái Lan  | –    | Myanmar   | –     | –     | –     |       |       | 0–0   |       |
| 13 tháng 9 | 11:00     | Singapore | 0–3  | Việt Nam  | 16–25 | 13–25 | 16–25 |       |       | 45–75 |       |

### Vòng loại trực tiếp

#### Bán kết
| 15 tháng 9 năm 2001 | Thái Lan              | 3–0 | Indonesia | Kuala Lumpur Badminton Stadium |
| 15 tháng 9 năm 2001 | (25–15, 25–12, 25–18) |     |           | Kuala Lumpur Badminton Stadium |

| 15 tháng 9 năm 2001 | Việt Nam                            | 3–2 | Philippines | Kuala Lumpur Badminton Stadium |
| 15 tháng 9 năm 2001 | (26–24, 21–25, 30–28, 20–25, 15–11) |     |             | Kuala Lumpur Badminton Stadium |

#### Tranh hạng 5
| 16 tháng 9 năm 2001 09:00 | Malaysia              | 3–0 | Singapore | Kuala Lumpur Badminton Stadium |
| 16 tháng 9 năm 2001 09:00 | (25–15, 25–15, 25–11) |     |           | Kuala Lumpur Badminton Stadium |

#### Tranh hạng ba
| 16 tháng 9 năm 2001 15:00 UTC+8 | Philippines                  | 3–1 | Indonesia | Kuala Lumpur Badminton Stadium |
| 16 tháng 9 năm 2001 15:00 UTC+8 | (16–25, 25–19, 25–19, 25–19) |     |           | Kuala Lumpur Badminton Stadium |

#### Chung kết
| 16 tháng 9 năm 2001 17:00 UTC+8 | Thái Lan | 3–0 | Việt Nam | Kuala Lumpur Badminton Stadium |
| 16 tháng 9 năm 2001 17:00 UTC+8 |          |     |          | Kuala Lumpur Badminton Stadium |

### Xếp hạng chung cuộc
| Hạng | Đội tuyển   |
| ---- | ----------- |
| 1    | Thái Lan    |
| 2    | Việt Nam    |
| 3    | Philippines |
| 4    | Indonesia   |
| 5    | Malaysia    |
| 6    | Singapore   |
| 7    | Myanmar     |